# Artur Kot
Artur Kot (ur. 28 grudnia 1993) – polski piłkarz ręczny, występujący na pozycji bramkarza. Od 2019 roku zawodnik Piotrkowianina Piotrków Trybunalski.

## Życiorys
Jest wychowankiem Olimpii Piekary Śląskie, z której jeszcze jako junior przeszedł do Viretu Zawiercie. W tym klubie w 2011 roku rozpoczynał seniorska karierę. W 2015 roku został zawodnikiem Olimpii Piekary Śląskie. W 2019 roku przeszedł do Piotrkowianina Piotrków Trybunalski, z którym zadebiutował w Superlidze. Miało to miejsce 1 września 2019 roku w wygranym 27:26 spotkaniu z MKS Kalisz.

## Bilans klubowy w rozgrywkach ligowych
| Sezon     | Klub                               | Liga      | Mecze | Bramki |
| 2011/2012 | Viret CMC Zawiercie                | I liga    | 11    | 0      |
| 2012/2013 | Viret CMC Zawiercie                | I liga    | 20    | 0      |
| 2013/2014 | Viret CMC Zawiercie                | I liga    | 25    | 1      |
| 2014/2015 | Viret CMC Zawiercie                | I liga    | 26    | 2      |
| 2015/2016 | Olimpia Medex Piekary Śląskie      | I liga    | 26    | 4      |
| 2016/2017 | Olimpia Medex Piekary Śląskie      | I liga    | 26    | 2      |
| 2017/2018 | Olimpia Medex Piekary Śląskie      | I liga    | 27    | 3      |
| 2018/2019 | Olimpia Medex Piekary Śląskie      | I liga    | 19    | 0      |
| 2019/2020 | Piotrkowianin Piotrków Trybunalski | Superliga | 24    | 1      |
| 2020/2021 | Piotrkowianin Piotrków Trybunalski | Superliga | 25    | 3      |